# Ploesoma murrayi
Ploesoma murrayi är en hjuldjursart som beskrevs av Wulfert 1961. Ploesoma murrayi ingår i släktet Ploesoma och familjen Synchaetidae. Inga underarter finns listade i Catalogue of Life.